# Uulutilaid
Uulutilaid är en ö utanför Estlands västkust. Den ligger i Hanila kommun i landskapet Läänemaa, 120 km sydväst om huvudstaden Tallinn. Arean är 0,3 kvadratkilometer.
Öns högsta punkt är belägen fyra meter ovan havsnivån. Ön ligger söder om halvön Virtsu poolsaar och den där liggande tätorten Virtsu. Åt nordväst ligger Storsund som skiljer ön Moon från estländska fastlandet. Söderut breder Rigabukten ut sig. Den något större ön Puhtulaid ligger strax öster om Uulutilaid.
Inlandsklimat råder i trakten. Årsmedeltemperaturen i trakten är 6 °C. Den varmaste månaden är augusti, då medeltemperaturen är 16 °C, och den kallaste är januari, med −6 °C.